# Marijan Radanović
Marijan Radanović (Severin kraj Bjelovara, 14. rujna 1921. - Karlovac, 16. kolovoza 2014.) - hrvatski katolički svećenik, monsinjor, graditelj Nacionalnog svetišta sv. Josipa u Karlovcu i dugogodišnji župnik župe BDM Snježne u Karlovcu na Dubovcu.
Rodio se u Severinu kraj Bjelovaru 1921. godine. Za svećenika ga je zaredio kardinal Alojzije Stepinac 1945. godine. Mons. Radanović svojih je devet prvih godina svećeničke službe bio upravitelj župa Hrastovica i Čuntić u Sisačko-moslavačkoj županiji. U Karlovac je došao 1955. godine te ostaje dubovački župnik gotovo 60 godina, do 1999. godine kada odlazi u mirovinu sa 78 godina. Istakao se vrlo požrtvovnim pastoralnim radom stekavši veliku naklonost Karlovčana.
Isprva je u Karlovcu smješten u skučenom tavanskom prostoru starog župnog dvora, jer je komunistička vlast uselila u njega Partijsku školu, a iselila dotadašnjeg župnika. Uz pomoć svojih župljana, odlučio je na mjestu nekadašnjeg ribnjaka a potom zapuštene bare izgraditi novu crkvu. Gradnja crkve sv. Josipa započela je 1968. godine. Kamen temeljac blagoslovio je tadašnji pomoćni biskup Franjo Kuharić 14. srpnja 1968., a crkvu je posvetio 15. rujna 1974. godine nadbiskup Franjo Šeper. Glavna projektantica bila je dipl. arh. Josipa Šponar Muth. Na ulazu u svetište, na parkovnoj površini, nalazi se skulptura "Umornog putnika" – "Hodočasnika". Biskupska konferencija je 1987. donijela odluku da crkvu Sv. Josipa proglasi Nacionalnim svetištem svetog Josipa Crkve u Hrvata.
Objavio je velik broj vjerskih izdanja o sv. Josipu i katoličkoj vjeri. Bio je glavni urednik časopisa "Glasnik sv. Josipa" te generalni duhovnik Križarske organizacije u Hrvatskoj.
Sveta Stolica i kardinal Franjo Šeper htjeli su pomoći zagrebačkom nadbiskupu Franji Kuhariću 1978. godine s dvojicom novih pomoćnih biskupa. U kanonskom postupku bili su izabrani rektor Papinskoga hrvatskog Zavoda sv. Jeronima u Rimu mons. dr. Đuro Kokša i dubovački župnik, prelat Marijan Radanović. Kokša je dao svoj pristanak za biskupsko ređenje, ali je Marijan Radanović ponizno odbio.
Preminuo je na glasu svetosti u bolnici u Karlovcu 16. kolovoza 2014. Njegov sprovod predvodio je zagrebački kardinal Josip Bozanić u pratnji 57 svećenika. Pokopan je 19. kolovoza 2014. godine na Rimokatoličkom groblju Dubovac u Karlovcu.